# Bandeira do México
A Bandeira do México é uma tricolor vertical com verde, branco e vermelho com o brasão nacional do México colocado no centro da faixa central. Apesar do significado das cores ter mudado com o tempo, estas três cores foram adotadas pelo México logo após a conquista da independência relativamente à Espanha. A bandeira atual foi adotada em 1968, mas o desenho global tem sido usado desde 1821, quando foi criada a primeira bandeira do México. A atual lei dos símbolos nacionais, que regulamenta o uso da bandeira mexicana encontra-se em vigor desde 1984.

## Desenho e simbolismo

Folha oficial de construção.

O desenho oficial da bandeira mexicana pode ser encontrado no artigo 3º da Lei das Armas, Bandeira e Hino Nacionais, aprovada em 1874. Este artigo determina o que deverá constar na bandeira bem como as proporções desta. Réplicas da bandeira nacional feita de acordo com esta lei são mantidas em dois locais: o Arquivo Nacional (Archivo General de la Nación) e o Museo Nacional de Historia.
Art. 3: A Bandeira Nacional é um rectângulo dividido em três faixas verticais equidimensionais, com as cores dispostas da seguinte forma, da tralha para o batente: verde, branco e vermelho. Centrado na faixa branca, o Brasão Nacional tem um diâmetro igual a três quartos da largura da faixa branca. A proporção da bandeira é 4 por 7. Poderá levar laço com as mesmas cores junto à ponteira.
Apesar de os tons exactos das cores da bandeira terem sido definidos por lei, a Secretaria do Interior (Secretaría de Gobernación) sugere os seguintes tons no sistema Pantone; são também fornecidas conversões para outros sistemas de cor:
| Esquema de cor       | Verde | Verde       | Branco | Branco      | Vermelho | Vermelho   |
| -------------------- | ----- | ----------- | ------ | ----------- | -------- | ---------- |
| Pantone              |       | 3425c       |        | Safe        |          | 186c       |
| RGB                  |       | 0-104-71    |        | 255-255-255 |          | 206-17-38  |
| CMYK                 |       | 100-0-32-59 |        | 0-0-0-0-0   |          | 0-92-82-19 |
| Tripleto hexadecimal |       | 006847      |        | FFFFFF      |          | CE1126     |

### Brasão de armas

Brasão de armas do México.

O brasão de armas está colocado ao centro da bandeira, e inspira-se na lenda asteca sobre a fundação de Tenochtitlan. Segundo esta lenda, os astecas, então uma tribo nómada, encontravam-se a vaguear pelo México em busca de um sinal que lhes indicasse o sítio exato de onde deveriam construir a sua capital. O deus da guerra Huitzilopochtli havia-lhes ordenado que procurassem uma águia pousada em cima de um cacto que crescia sobre uma rocha submersa num lago. A águia teria no bico uma serpente que acabara de caçar. Após duzentos anos de perambulações, encontraram o sinal prometido numa pequena ilha no pantanoso lago de Texcoco. Aqui fundaram a sua capital, Tenochtitlan, que mais tarde se tornou conhecida como Cidade do México, a atual capital do México.
O brasão de armas, redesenhado em 1968, foi desenhado por Francisco Eppens Helguera e aprovado pelo presidente Gustavo Díaz Ordaz.

### Significados das cores

Bandeira das Três Garantias.

As cores da bandeira têm a sua origem no estandarte do Exército das Três Garantias (1821-1823) de Agustín de Iturbide. Originalmente as cores tinham os seguintes significados:
- Verde: Independência (da Espanha)
- Branco: Religião (catolicismo)
- Vermelho: União (entre europeus e americanos)

Porém, os significados das cores foram alterados após a secularização do país, liderada por Benito Juárez, passando a ser os seguintes, sendo estes atribuídos à bandeira até os dias atuais:
- Verde: Esperança
- Branco: Unidade
- Vermelho: Sangue dos heróis nacionais

No livro The World Encyclopedia of Flags, Alfred Znamierowski atribui ainda outros significados:
- Verde: Esperança
- Branco: Pureza
- Vermelho: Religião

Uma vez que o artigo 3º da Lei da Bandeira não fornece um simbolismo oficial para as cores, outros significados poder-lhe-ão ser atribuídos. Outros grupos usaram as cores nacionais como parte dos seus logotipos ou símbolos. Por exemplo, O Partido Revolucionário Institucional (PRI), um partido político, adaptou as cores nacionais como parte do seu logotipo. Outro partido político, o Partido da Revolução Democrática (PRD), tinha também as cores nacionais incluídas no seu logotipo, mas procedeu à alteração daquelas na década de 1990, após uma controvérsia sobre questões de imparcialidade, enquanto o PRI manteve as cores nacionais no seu logotipo. Vários estados do México, como Querétaro e Hidalgo, incorporaram elementos da bandeira nacional, ou mesmo a totalidade da bandeira, nos seus brasões de armas.

## História
Antes da primeira bandeira nacional, várias bandeiras utilizadas durante a Guerra da Independência com a Espanha tiveram uma grande influência no desenho da primeira bandeira nacional. Apesar de nunca ter sido adaptado como bandeira oficial, muitos historiadores consideram que a primeira bandeira mexicana terá sido o estandarte de Nossa Senhora de Guadalupe, utilizado por Miguel Hidalgo durante o Grito de Dolores em 16 de Setembro de 1810, e que havia sido retirado do santuário de Atotonilco. O estandarte tornou-se o símbolo inicial do exército rebelde durante a Guerra da Independência. Vários outros estandartes foram utilizados durante a guerra. José María Morelos usava uma bandeira à qual foi adicionada uma insígnia azul e branca com uma águia coroada pousada num cacto sobre uma ponte de três arcos e com as letras V.V.M. (Viva la Virgen María - Viva a Virgem Maria). O exército revolucionário usou também uma bandeira com as seguintes cores: branco, azul e vermelho dispostas em faixas verticais. O primeiro uso das cores atuais - verde, branco, vermelho - foi na bandeira do Exército das Três Garantias (mostrada acima), após a vitória sobre os espanhóis.

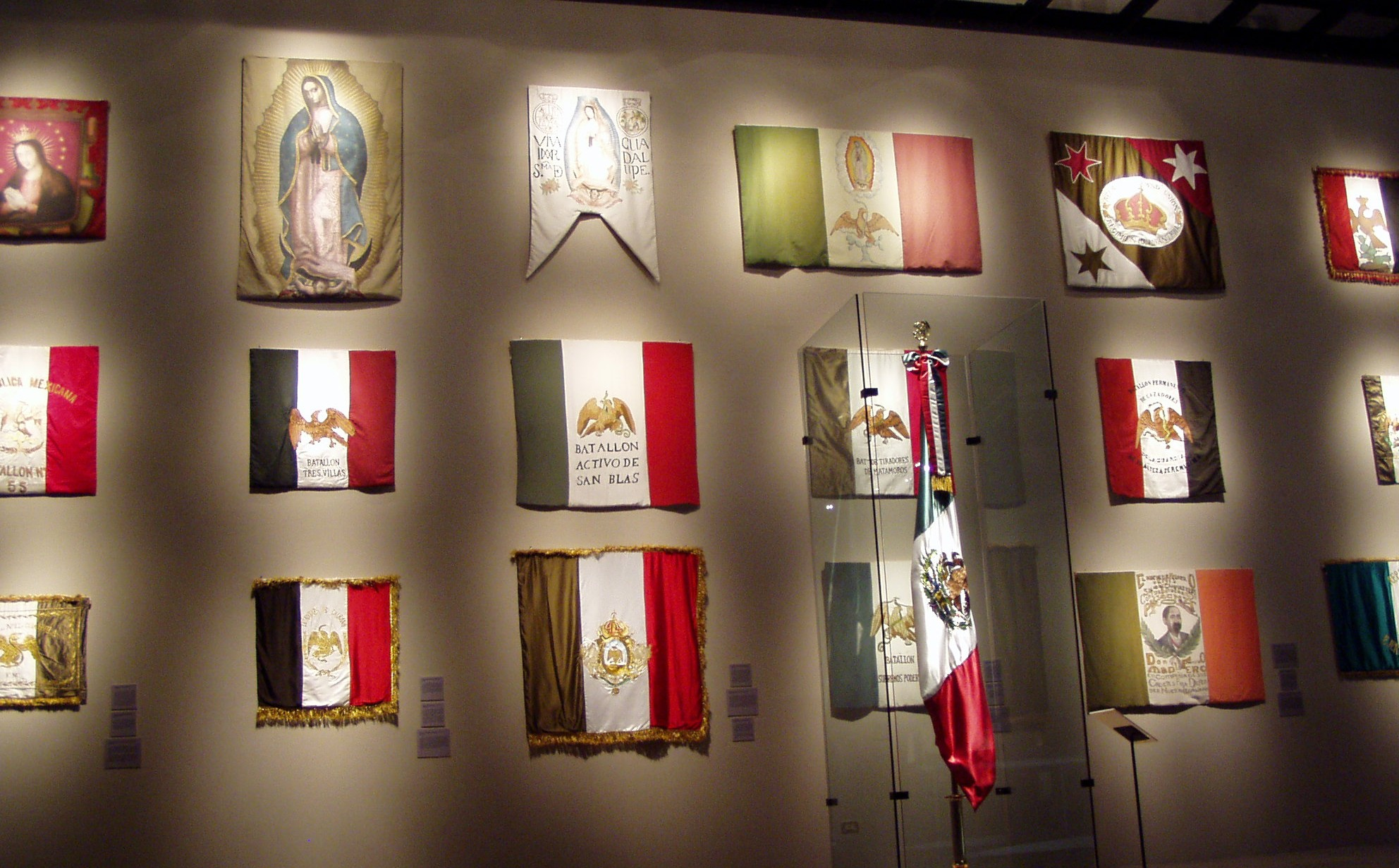
Mostruário de bandeiras do México no Museu de História de Monterrey, Nuevo León.

A primeira bandeira nacional oficial foi estabelecida em 1821, o primeiro ano de reconhecida soberania mexicana. O governo imperial que se formou escolheu uma bandeira tricolor em verde, branco e vermelho, com o brasão de armas ao centro. O decreto oficial dizia:
Artigo único: (…)a bandeira nacional e as bandeiras do exército serão tricolores, adoptando para sempre as cores verde, branco e encarnado, dispostas verticalmente, com a águia coroada no centro da faixa branca conforme o desenho seguinte(…)
Ainda que seja similar àquela que se pode ver na bandeira atual, a águia destes brasões não se encontra a agarrar uma serpente com as garras e apresenta-se com uma coroa na cabeça simbolizando o império. Outras variantes desta bandeira que apareceram neste período incluíam uma bandeira naval com o padrão tricolor, mas que exibia apenas a águia coroada. As forças militares também utilizaram uma bandeira semelhante e quadrada, mas a águia tinha um tamanho maior que a da bandeira nacional. Esta bandeira nacional foi oficialmente declarada como tal por decreto de Agustín de Iturbide em Novembro de 1821 e usada oficialmente pela primeira vez em 21 de Julho de 1822. Esta bandeira deixou de ser utilizada em 1823.
A segunda bandeira nacional a ser adaptada surgiu quase simultaneamente com o estabelecimento da primeira república federal em 1823. Esta nova bandeira foi escolhida para a república em Abril daquele ano, sendo o aspecto do brasão de armas a única diferença relativamente à primeira bandeira nacional. Nesta bandeira, a águia não está coroada e uma serpente encontra-se entre as garras da sua pata direita. Outra adição feita ao brasão foi um ramo de carvalho e outro de loureiro, uma tradição que se mantém na bandeira atual. O seu uso foi suspenso em 1864 após a dissolução da república federal.
A terceira bandeira nacional foi aquela do Segundo Império Mexicano. Mais uma vez, a bandeira nacional usava o padrão tricolor em verde, branco e vermelho, com o brasão de armas sobre a faixa branca. Porém, as proporções da bandeira foram alteradas de 4:7 para 1:2 e quatro águias coroadas e douradas foram colocadas cada uma num dos cantos da bandeira. O desenho, que foi ordenado pelo imperador Maximiliano, apresentava o brasão de armas com um aspecto muito semelhante ao brasão de armas imperial francês, mas com um toque mexicano. O brasão de armas foi descrito num decreto publicado em Novembro de 1865:
(…) ao centro está representada a águia de Anahuac, de perfil e passante, suportada por um cacto, por sua vez suportado por uma rocha imersa em água, atacando uma serpente. A moldura é de ouro com uma coroa de ramos de carvalho e loureiro, encimada pela coroa imperial. Como suportes, dois grifos do brasão dos nossos antepassados, com a metade superior do corpo em preto e a metade inferior dourada; por detrás o ceptro e a espada passados em sautor. O brasão encontra-se orlado pelo colar da Ordem da Águia Mexicana, e pelo lema: "Equidad en la Justicia" (Igualdade na Justiça) (…)
Esta bandeira foi abandonada em 1867 após a deposição e execução de Maximiliano pelos mexicanos. A segunda bandeira nacional foi novamente adaptada como bandeira nacional, mas não foi oficialmente declarada como tal.
A atual bandeira nacional foi adaptada em 16 de Setembro de 1968 e confirmada por lei em 24 de Fevereiro de 1984. A versão atual é uma adaptação do desenho aprovado por decreto presidencial de Venustiano Carranza em 1916, com a águia a aparecer de perfil e não de frente (que era como aparecia na versão mais antiga).
Antes da adaptação da atual bandeira nacional, várias bandeiras oficiais foram utilizadas pelo governo. Todas estas bandeiras usavam o padrão tricolor, sendo as únicas diferenças as alterações efetuadas ao brasão de armas, que continuava no centro da faixa branca. Uma possível razão para as alterações da bandeira e brasão em 1968 terá sido o facto da Cidade do México receber os Jogos Olímpicos de 1968 Por esta mesma altura, a bandeira tricolor simples que o México usava como insígnia da marinha mercante foi também legalmente abandonada. O raciocínio por detrás deste abandono era o de que sem o brasão de armas, esta bandeira não era a bandeira do México; tornar-se-ia a bandeira da Itália.[carece de fontes?] Houve também muito debate em 1984 sobre a forma como o brasão de armas deveria ser representado na bandeira nacional, incluindo o seu reverso. Para resolver este problema, um deputado do Partido Acção Nacional (PAN) propôs, nesse mesmo ano, uma alteração à Lei das Armas, Bandeira e Hino Nacionais permitindo que a águia se apresentasse voltada para a direita quando o reverso da bandeira está visível. Em 1995 a lei foi alterada com a inclusão do seguinte texto:
Quando o brasão nacional é reproduzido no reverso da bandeira nacional, a Águia Mexicana aparecerá apoiada na sua pata direita, segurando com a esquerda e com o bico uma serpente curvada.
| Evolução da Bandeira Mexicana                   | | |
|                                                 | | Estandarte da Virgem de Guadalupe. Usado por Miguel Hidalgo durante a declaração de independência em 16 de Setembro de 1810. |
| Primeira Bandeira Nacional                      | | Usada no período 1821-1823 durante o Primeiro Império Mexicano de Agustín de Iturbide.                                       |
| Segunda Bandeira Nacional                       | | Usada no período 1823-1864 durante o estabelecimento da República mexicana                                                   |
| Terceira Bandeira Nacional                      | | Usada no período 1864-1867 durante o Segundo Império Mexicano de Maximiliano I. Proporções: 1:2.                             |
| Segunda Bandeira Nacional Readopção (1867–1968) | | Readoptada no período 1867-1881 durante a restauração da República Mexicana.                                                 |
| Segunda Bandeira Nacional Readopção (1867–1968) | Usada no período 1881-1899.                                                                             | |
| Segunda Bandeira Nacional Readopção (1867–1968) | Usada no período 1899–1917. Proporções especificadas: 2:3.                                              | |
| Segunda Bandeira Nacional Readopção (1867–1968) | Usada no período 1917–1934, adoptada oficialmente pelo presidente Venustiano Carranza. Proporções: 2:3. | |
| Segunda Bandeira Nacional Readopção (1867–1968) | Usada no período 1934–1968, brasão de armas desenhado por Jorge Enciso. Proporções: 2:3.                | |
| Quarta Bandeira Nacional                        | | Adotada em 16 de Setembro de 1968 até a data presente. Brasão de armas desenhado pelo arquitecto Francisco Eppens Helguera.  |

## Protocolo da bandeira

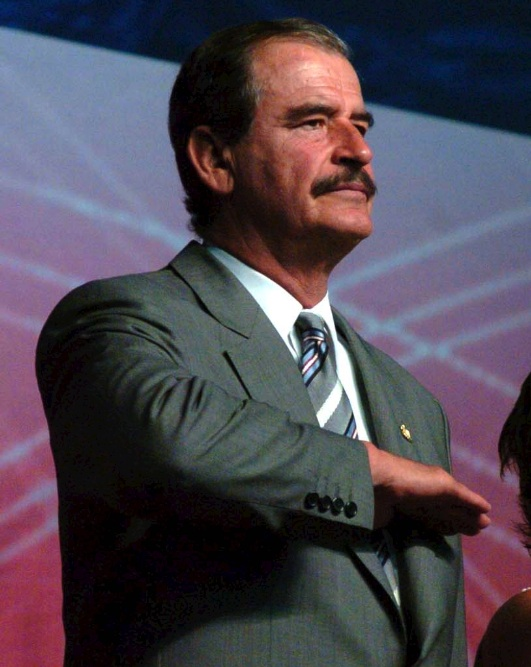
Antigo presidente Vicente Fox fazendo a saudação civil à bandeira

Quando a bandeira é exibida frente a uma multidão, aqueles em uniformes militares têm que saudar a bandeira segundo os seus regulamentos. Os civis presentes saúdam a bandeira nacional da seguinte forma: em sentido, levantam o braço direito e colocam a sua mão direita no peito, sobre o coração. A mão deve estar estendida com a palma voltada para o solo. Esta saudação é designada "El saludo civil a la Bandera Nacional" ("Saudação civil à bandeira nacional"). Quando o presidente se encontra a agir na sua função de Chefe Supremo das Forças Armadas, saúda a bandeira com uma saudação militar. Sempre que o hino nacional é tocado na televisão durante a abertura ou encerramento da emissão, a bandeira nacional será simultaneamente mostrada.
Durante certas ocasiões ao longo do ano, a bandeira é hasteada tanto por civis como por funcionários governamentais. Na sua maioria, estas ocasiões coincidem com feriados nacionais e dias de significado nacional. Durante algumas destas ocasiões, a bandeira é colocada a meia-haste em honra de mexicanos importantes já falecidos. Estas datas estão listadas no artigo 18º da Lei das Armas, Bandeira e Hino Nacionais.
O dia da bandeira nacional (Día de la Bandera) é celebrado no dia 24 de Fevereiro. Neste dia em 1821, todas as facções que lutavam pela independência do México juntaram-se para formar o Exército das Três Garantias em resposta ao plano de Iguala, assinado por Vicente Guerrero e Agustín de Iturbide, declarando o México como nação independente. O general Vicente Guerrero foi o primeiro oficial militar a prestar juramento à bandeira. Outra tradição ligada à bandeira é o fato de que antes de cada edição dos Jogos Olímpicos em que o México envie uma delegação, o presidente entrega uma bandeira ao porta-bandeira da delegação,que terá a missão de levar a bandeira até a cidade-sede.

## Variantes

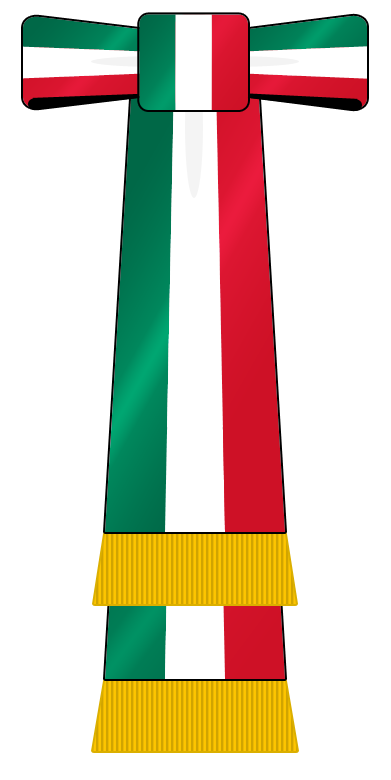
Laço (Corbata).

Existem duas variantes da bandeira nacional permitidas pela lei mexicana, sobretudo para uso pelos governos estaduais e federal. A diferença entre a bandeira nacional e as variantes são os desenhos do brasão de armas. Na primeira variante, utilizada pelo Presidente do México e secretarias de organismos federais, o brasão de armas é totalmente dourado, com excepção da fita tricolor (que é verde, branca e vermelha) e da rocha, lago e patas da águia  que são prateados. Na segunda variante, a totalidade do brasão de armas é dourado, incluindo a fita, a rocha, o lago e as patas da águia. A segunda variante é utilizada sobretudo por governos estaduais e organismos federais que não podem utilizar a primeira variante.
O artigo 3º da Lei das Armas, Bandeira e Hino Nacionais diz também que a bandeira nacional pode ser decorada com um laço especial (corbata). A corbata é composta por um arco e duas fitas de comprimentos diferentes. As fitas apresentam uma franja dourada. A corbata é colocada acima da bandeira, na sua parte superior esquerda, abaixo da ponteira. As suas cores devem ser idênticas às da bandeira.

## Bandeiras monumentais (Banderas monumentales)

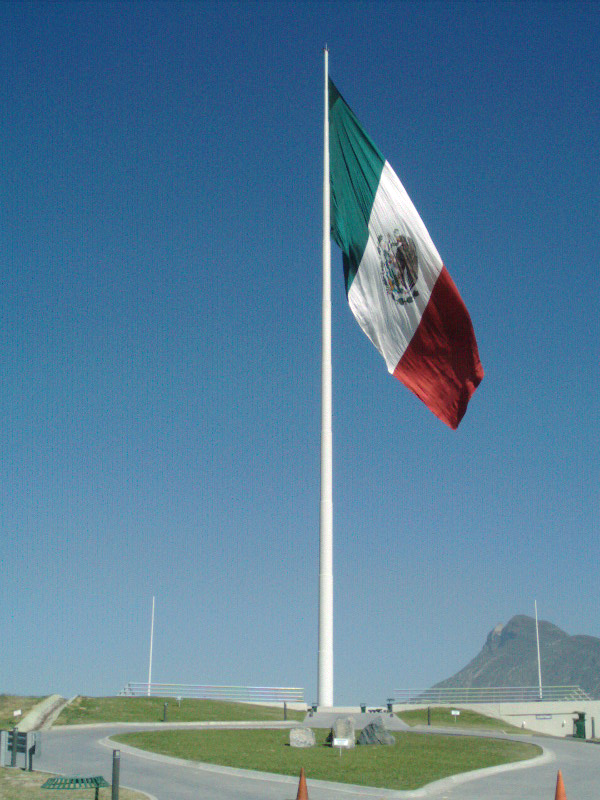
Uma das maiores banderas monumentales em Monterrey, Nuevo León

Em 1999, o presidente Ernesto Zedillo iniciou um programa sob a tutela da Secretaria Nacional de Defesa, que visava erigir bandeiras gigantes por todo o país. Estas bandeiras foram colocadas em várias cidades e locais, principalmente aqueles que tem grande significado na história do México. Segundo um decreto assinado por Zedillo em 1 de Julho de 1999, as bandeiras deveriam ser colocadas na Cidade do México, Tijuana, Ciudad Juárez e Veracruz. O decreto estipulava o tamanho mínimo das bandeiras: - 14,3 por 25 metros - e também a altura mínima dos mastros com pelo menos 50 metros de altura. Depois de serem erguidas estas primeiras bandeiras monumentais, várias cidades como Ensenada, Nuevo Laredo e Cancún ergueram as suas próprias bandeiras monumentais. Bandeiras menores, chamadas bandeiras semi- monumentais, foram erigidas em cidades menores e em inúmeras instituições.
Em 2005, foram contadas 63 bandeiras monumentais, com alturas variando entre os 50 e os 110 metros. A maior bandeira monumental hasteada do México é a que se encontra no Mirador del Obispado (Mirante do Bispado), em Monterrey, com um mastro pesando 120 toneladas e com 100,6 metros de altura. A bandeira mede 50 por 28,6 metros e pesa 230 quilogramas quando totalmente aberta. Praticamente o mesmo tamanho da que está hasteada em Dolores Hidalgo, Guanajuato. Entretanto,por sua importância histórica para o país,o mastro mais alto está no Cerro Tehuehue na cidade de Iguala, estado de Guerrero, com 113.8 metros de altura.
Exemplos de locais com bandeiras monumentais
1. Monterrey, Nuevo León
2. Querétaro, Querétaro
3. Cidade do México, Distrito Federal:
  - Zócalo, centro histórico
  - Campo Marte,a principal base militar do país próxima de Los Pinos
  - Rotunda de San Jerónimo, Periférico Sur
  - Colégio Militar da Cidade do México
4. Ciudad Juárez, Chihuahua
5. Chihuahua, Chihuahua
6. Iguala, Guerrero
7. Tonalá, Jalisco
8. Mérida,  Yucatán
9. Cancún, Quintana Roo
10. Mexicali, Baja California
11. Tampico, Tamaulipas
12. Tijuana, Baja California
13. Nuevo Laredo, Tamaulipas
14. Campeche, Campeche
15. Veracruz, Veracruz
16. Dolores Hidalgo, Guanajuato
17. Acapulco, Guerrero